# Pocillopora ankeli
Pocillopora ankeli là một loài san hô trong họ Pocilloporidae. Loài này được Scheer & Pillai mô tả khoa học năm 1974.